# Сезон ФК «Динамо» (Київ) 2010—2011
| «Динамо» (Київ) у сезоні 2010–2011 | «Динамо» (Київ) у сезоні 2010–2011                                                                     |
| ---------------------------------- | --- |
| Ліга                               | Прем'єр-ліга                                                                                           |
| Місце в лізі                       | 2 |
| Раунд у Кубку                      | фінал                                                                                                  |
| Головний тренер                    | Валерій Газзаєв (до 1 жовтня 2010) Олег Лужний (в.о., до 23.12.2010) Юрій Сьомін                       |
| Тренери                            | Олег Лужний Микола Латиш Валерій Зуєв Михайло Михайлов Сергій Ребров Вінченцо Пінколіні Борис Ігнатьєв |
| Генеральний директор               | Резо Чохонелідзе                                                                                       |
| Стадіон                            | «Динамо» ім. В. Лобановського" (Київ)                                                                  |
| Капітан                            | Андрій Шевченко                                                                                        |
| Найкращий бомбардир у лізі         | Андрій Ярмоленко (11)                                                                                  |
| Найбільше матчів у лізі            | Огнєн Вукоєвич (29)                                                                                    |

Сезон «Динамо» (Київ) 2010–2011 — 20-й сезон київського «Динамо» у чемпіонатах України. Єврокубковий сезон «Динамо» розпочало у кваліфікації до Ліги чемпіонів УЄФА 2010–2011, де намагалося потрапити до групової стадії турніру, але після успішного проходу 3-го кваліфікаційного раунду, зазнало невдачі у раунді плей-оф, де не змогло переграти амстердамський «Аякс». Після цієї невдачі «Динамо» потрапило до групового турніру Ліги Європи УЄФА 2010–2011. Клуб посів 2-е місце в чемпіонаті України та став фіналістом Кубка України.

## Підготовка до сезону
10-11 червня футболісти зібралися після відпочинку для проходження медогляду. 12 червня динамівці відправилися на 16-денний збір до Австрії. На передсезонному зборі були відсутні Милош Нинкович та Аїла Юссуф, які у складах своїх національних збірних брали участь у чемпіонаті світу, що проходив у ПАР. У Австрії «Динамо» зіграло товариські зустрічі з двома російськими клубами: «Зенітом» і «Рубіном», а також з місцевим клубом «Ваккером». Після цього, на початку липня, динамівці взяли участь у турнірі «ВТБ Кубок Льва Яшина», де після перемоги над динамівцями Мінська, зазнали поразки від господарів турніру, динамівців Москви. Перед початком сезону відбулася зміна капітана команди — замість Артема Мілевського капітаном «Динамо» став Андрій Шевченко. На початку сезону (після другого матчу групового турніру Ліги Європи) був звільнений з поста головного тренера Валерій Газзаєв, обов'язки якого виконує Олег Лужний. 24 грудня на пост головного тренера був назначений росіянин Юрій Сьомін, який вже тренував «Динамо» в 2008–2009 рр.

## Матчі «Динамо» сезону 2010–2011

### Чемпіонат України

#### Місце у турнірній таблиці

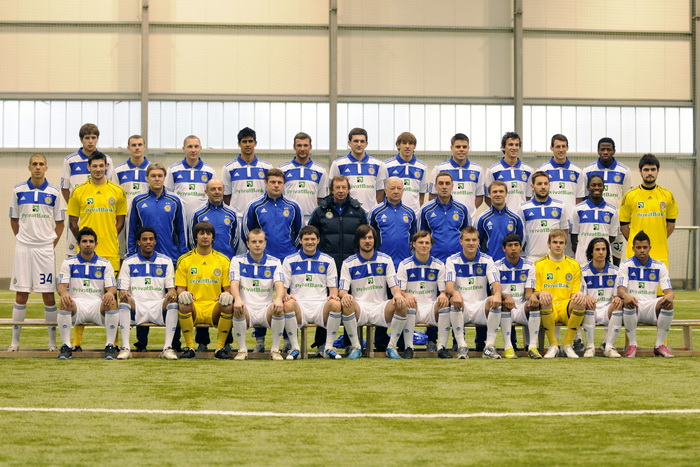
«Динамо» (Київ) у сезоні 2010—11 років

| М  | Команда           | І  | В  | Н  | П  | РМ    | О  |
| -- | ----------------- | -- | -- | -- | -- | ----- | -- |
|    | «Шахтар»          | 30 | 23 | 3  | 4  | 53−16 | 72 |
|    | «Динамо»          | 30 | 20 | 5  | 5  | 60−23 | 65 |
|    | «Металіст»        | 30 | 18 | 6  | 6  | 58−26 | 60 |
| 4  | «Дніпро»          | 28 | 16 | 7  | 5  | 46−20 | 55 |
| 5  | «Карпати»         | 30 | 13 | 9  | 8  | 41−34 | 48 |
| 6  | «Ворскла»         | 30 | 10 | 9  | 11 | 37−32 | 39 |
| 7  | «Таврія»          | 30 | 10 | 9  | 11 | 44−46 | 39 |
| 8  | «Металург» Д      | 30 | 11 | 5  | 14 | 36−45 | 38 |
| 9  | «Арсенал»         | 30 | 10 | 7  | 13 | 36−38 | 37 |
| 10 | «Оболонь»         | 30 | 9  | 7  | 14 | 26−38 | 34 |
| 11 | «Волинь»          | 30 | 9  | 7  | 14 | 27−49 | 34 |
| 12 | «Зоря»            | 30 | 7  | 9  | 14 | 28−40 | 30 |
| 13 | «Кривбас»         | 30 | 6  | 11 | 13 | 27−45 | 29 |
| 14 | «Іллічівець»      | 30 | 7  | 8  | 15 | 45−67 | 29 |
| 15 | ПФК «Севастополь» | 30 | 7  | 6  | 17 | 26−48 | 27 |
| 16 | «Металург» З      | 30 | 6  | 6  | 18 | 18−40 | 24 |

### Єврокубки

#### Місце у турнірній таблиці
| М  | Команда     | І | В | Н | П | МЗ | МП | РМ | О  |
| -- | ----------- | - | - | - | - | -- | -- | -- | -- |
| 1. | Динамо Київ | 6 | 3 | 2 | 1 | 10 | 6  | +4 | 11 |
| 2. | БАТЕ        | 6 | 3 | 1 | 2 | 11 | 11 | 0  | '  |
| 3. | АЗ          | 6 | 2 | 1 | 3 | 8  | 10 | −2 | '  |
| 4. | Шериф       | 6 | 1 | 2 | 3 | 5  | 7  | −2 | '  |

|             | АЗ  | БАТ | ДИН | ШЕР |
| ----------- | --- | --- | --- | --- |
| АЗ          | -   | 3:0 | 1:2 | 2:1 |
| БАТЕ        | 4:1 | -   | 1:4 | 3:1 |
| Динамо Київ | 2:0 | 2:2 | -   | 0:0 |
| Шериф       | 1:1 | 0:1 | 2:0 | -   |

## Склад команди
| №  | Поз.  | Нац.               | Гравець               |
| -- | ----- | ------------------ | --------------------- |
| 1  | ВР    | Україна            | Олександр Шовковський |
| 2  | ЗХ    | Бразилія           | Даніло Сілва          |
| 3  | ЗХ    | Бразилія           | Бетао                 |
| 4  | ПЗ    | Румунія            | Тіберіу Гіоане        |
| 5  | ПЗ    | Хорватія           | Огнєн Вукоєвич        |
| 6  | ЗХ    | Північна Македонія | Горан Попов           |
| 7  | НП    | Україна            | Андрій Шевченко       |
| 8  | ПЗ    | Україна            | Олександр Алієв       |
| 9  | ПЗ/НП | Україна            | Андрій Ярмоленко      |
| 10 | НП    | Україна            | Артем Мілевський      |
| 11 | НП    | Бразилія           | Андре Феліпе          |
| 14 | ПЗ    | Нігерія            | Франк Теміле          |
| 17 | ЗХ/ПЗ | Україна            | Тарас Михалик         |
| 18 | ПЗ    | Аргентина          | Факундо Бертольйо     |
| 19 | ПЗ    | Україна            | Денис Гармаш          |
| 20 | ПЗ    | Україна            | Олег Гусєв            |

| №  | Поз.  | Нац.      | Гравець               |
| -- | ----- | --------- | --------------------- |
| 21 | ЗХ    | Бразилія  | Жерсон Маграо         |
| 22 | НП    | Україна   | Артем Кравець         |
| 23 | ПЗ    | Фінляндія | Роман Єременко        |
| 26 | ЗХ    | Україна   | Андрій Несмачний      |
| 30 | ПЗ    | Марокко   | Бадр Ель Каддурі      |
| 31 | ВР    | Україна   | Станіслав Богуш       |
| 34 | ЗХ    | Україна   | Євген Хачеріді        |
| 35 | ВР    | Україна   | Максим Коваль         |
| 36 | ПЗ    | Сербія    | Милош Нинкович        |
| 37 | ЗХ/ПЗ | Нігерія   | Айїла Юссуф           |
| 44 | ЗХ    | Бразилія  | Леандро Алмейда       |
| 45 | ПЗ    | Україна   | Владислав Калитвинцев |
| 49 | НП    | Україна   | Роман Зозуля          |
| 71 | ВР    | Україна   | Денис Бойко           |
| 74 | ВР    | Україна   | Артем Кичак           |
| 77 | НП    | Бразилія  | Гільєрме              |

## Бомбардири

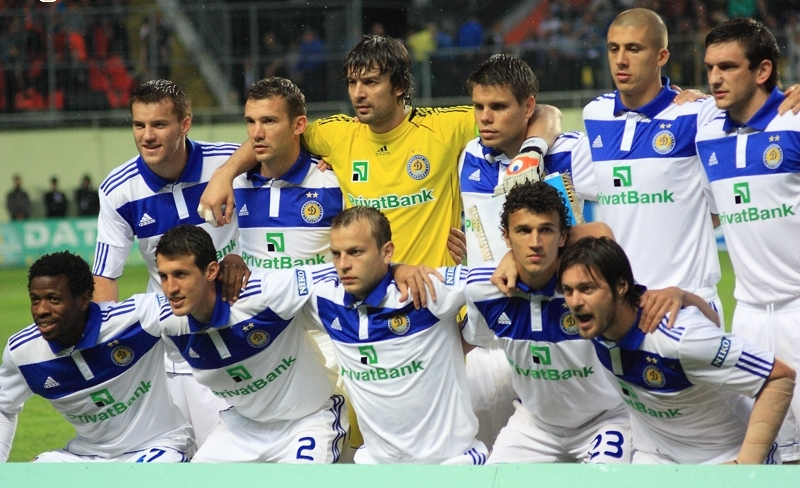
Футболісти «Динамо» перед Фіналом кубка України 2011 року

| Футболіст        | Позиція | Чемпіонат | Чемпіонат | Кубок | Кубок | Єврокубки | Єврокубки | Всього | Всього |
| Футболіст        | Позиція | Матчі     | Голи      | Матчі | Голи  | Матчі     | Голи      | Матчі  | Голи   |
| ---------------- | ------- | --------- | --------- | ----- | ----- | --------- | --------- | ------ | ------ |
| Артем Мілевський | НП      | 26        | 9         | 3     | 2     | 14        | 6         | 43     | 17     |
| Андрій Ярмоленко | НП/ПЗ   | 26        | 11        | 5     | 1     | 16        | 4         | 47     | 16     |
| Олег Гусєв       | ПЗ      | 23        | 9         | 0     | 0     | 14        | 6         | 37     | 15     |
| Андрій Шевченко  | НП      | 18        | 9         | 2     | 1     | 12        | 5         | 32     | 15     |
| Огнєн Вукоєвич   | ПЗ      | 29        | 3         | 2     | 0     | 15        | 3         | 46     | 6      |
| Роман Єременко   | ПЗ      | 26        | 3         | 3     | 0     | 16        | 1         | 45     | 4      |
| Леандро Алмейда  | ЗХ      | 18        | 3         | 1     | 0     | 11        | 0         | 30     | 3      |
| Артем Кравець    | НП      | 11        | 3         | 2     | 0     | 5         | 0         | 19     | 3      |
| Денис Гармаш     | ПЗ      | 20        | 1         | 4     | 0     | 9         | 1         | 33     | 2      |
| Роман Зозуля     | НП      | 13        | 0         | 3     | 1     | 8         | 1         | 24     | 2      |
| Айїла Юссуф      | ПЗ/ЗХ   | 13        | 0         | 4     | 1     | 8         | 1         | 25     | 2      |
| Олександр Алієв  | ПЗ      | 6         | 2         | 2     | 0     | 0         | 0         | 8      | 2      |
| Даніло Сілва     | ЗХ      | 25        | 1         | 4     | 0     | 11        | 0         | 40     | 1      |
| Тарас Михалик    | ПЗ/ЗХ   | 18        | 1         | 2     | 0     | 10        | 0         | 30     | 1      |
| Горан Попов      | ЗХ      | 15        | 1         | 3     | 0     | 11        | 0         | 29     | 1      |
| Євген Хачеріді   | ЗХ      | 16        | 0         | 2     | 0     | 9         | 1         | 27     | 1      |
| Мілош Нінкович   | ПЗ      | 13        | 1         | 0     | 0     | 7         | 0         | 20     | 1      |
| Гільєрме         | НП      | 4         | 1         | 1     | 0     | 1         | 0         | 6      | 1      |

## Трансфери

### Прийшли
| Дата           | Позиція | Ім'я              | Звідки                 | Вартість   | Період              |
| -------------- | ------- | ----------------- | ---------------------- | ---------- | ------------------- |
| 20 травня 2010 | ПЗ      | Факундо Бертольйо | «Колон»                | 8 млн євро | на 5 років          |
| 9 червня 2010  | ЗХ      | Горан Попов       | «Геренвен»             | ?          | на 5 років          |
| 18 червня 2010 | НП      | Андре Феліпе      | «Сантус»               | 8 млн євро | на 5 років          |
| 26 липня 2010  | ВР      | Максим Коваль     | «Металург» (Запоріжжя) | ?          |                     |
| 29 липня 2010  | НП      | Гільєрме          | ЦСКА (Москва)          | ?          | повернувся з оренди |
| 2 березня 2011 | ПЗ      | Олександр Алієв   | «Локомотив» (Москва)   | 5 млн євро | на 3 роки           |

### Пішли
| Дата           | Позиція | Ім'я               | Куди               | Вартість   | Період                           |
| -------------- | ------- | ------------------ | ------------------ | ---------- | -------------------------------- |
| 11 червня 2010 | ЗХ      | Олександр Романчук | Металіст           | ?          | на 3 роки                        |
| 25 червня 2010 | ПЗ      | Микола Морозюк     | Металург (Донецьк) | ?          | на 3 роки                        |
| 12 липня 2010  | ПЗ      | Кирило Петров      | Кривбас            | ?          | оренда до 2011                   |
| 12 липня 2010  | НП      | Андрій Воронков    | Кривбас            | ?          | оренда до 2011                   |
| 13 липня 2010  | ПЗ      | Карлос Корреа      | Фламенго           | ?          | оренда до літа 2011              |
| 16 липня 2010  | ЗХ      | Артем Бутенін      | Волинь             | ?          | оренда до 2011                   |
| 23 липня 2010  | ПЗ      | Балаж Фаркаш       | Дебрецен           | ?          | ?                                |
| 16 липня 2010  | ЗХ      | Тарас Пінчук       | Зірка              | ?          | оренда до літа 2011              |
| 30 липня 2010  | ЗХ      | Андрій Фартушняк   | Севастополь        | ?          | оренда до 2011                   |
| 31 серпня 2010 | ЗХ      | Пап Діакате        | Олімпік (Ліон)     | ?          | оренда до кінця сезону 2010/2011 |
| 31 січня 2011  | НП      | Андре              | «Бордо»            | 2 млн євро | оренда до кінця сезону 2010/2011 |
| початок 2011   | ЗХ      | Олег Допілка       | ПФК Севастополь    | ?          | оренда до кінця сезону 2010/2011 |

## 20 сезонів
Список футболістів київського «Динамо» — учасників чемпіонату України.
Гравці, які провели в чемпіонатах 100 і більше матчів:
- Олександр Шовковський - 344
- Владислав Ващук - 255
- Сергій Ребров - 242
- Андрій Несмачний - 228
- Валентин Белькевич - 224
- Максим Шацьких - 215
- Олександр Головко - 186
- Олег Лужний - 186
- Юрій Дмитрулін - 184
- Андрій Гусін - 170
- Олег Гусєв - 169
- Тіберіу Гіоане - 168
- Андрій Шевченко - 156
- Артем Мілевський - 150
- Горан Гавранчич - 136
- Олександр Хацкевич - 135
- Дмитро Михайленко - 132
- Віталій Косовський - 131
- Флорін Чернат - 130
- Діого Рінкон - 129
- Павло Шкапенко - 121
- Бадр Ель-Каддурі - 120
- Сергій Федоров - 114
- Аїла Юссуф - 107
- Сергій Шматоваленко - 107
- Тарас Михалик - 101

Гравці, які провели від 30 до 99 матчів у чемпіонаті:
- Віктор Леоненко - 98
- Юрій Калитвинцев - 93
- Мілош Нінкович - 88
- Георгій Пєєв - 85
- Огнєн Вукоєвич - 84
- Сергій Ковалець - 83
- Клебер - 74
- Сергій Мізін - 73
- Каха Каладзе - 72
- Роман Єрьоменко - 71
- Сергій Беженар - 68
- Бетао - 68
- Юрій Максимов - 65
- Андрій Ярмоленко - 65
- Володимир Шаран - 64
- Карлос Корреа - 63
- Єрко Леко - 62
- Олександр Алієв - 57
- Артем Яшкін - 57
- Василь Кардаш - 56
- Олександр Мелащенко - 56
- Євген Похлєбаєв - 56
- Родольфо - 56
- Андрій Анненков - 54
- Сергій Коновалов - 54
- Горан Сабліч - 52
- Ласло Боднар - 51
- Олексій Герасименко - 51
- Віталій Рева - 50
- Руслан Ротань - 50
- Маріс Верпаковскіс - 49
- Дмитро Топчієв - 48
- Андрій Хомин - 47
- Ісмаель Бангура - 46
- Олександр Призетко - 46
- Родріго Балдассо - 44
- Артем Кравець - 44
- Юрій Грицина - 43
- Ігор Кутепов - 43
- Леандро Алмейда - 40
- Данило Сілва - 38
- Мар'ян Маркович - 37
- Роман Зозуля - 35
- Віталій Пономаренко - 34
- Євген Хачаріді - 34
- В'ячеслав Кернозенко - 32
- Анатолій Безсмертний - 31
- Папе Діакате - 31
- Сергій Серебрянников - 30

Гравці, які провели від 1 до 29 матчів у чемпіонаті:
- Сергій Кормільцев - 28
- Сергій Леженцев - 28
- Лакі Ідахор - 27
- Жерсон Маграо - 27
- Георгій Деметрадзе - 26
- Сергій Заєць - 26
- Андрій Ковтун - 26
- Сергій Скаченко - 26
- Станіслав Богуш - 25
- Олег Венглинський - 25
- Денис Гармаш - 24
- Олександр Радченко - 23
- Степан Беца - 22
- Віталій Мандзюк - 22
- Вальдемар Мартінкенас - 22
- Віталій Мінтенко - 22
- Михаїл Джишкаріані - 21
- Юрій Мороз - 21
- В'ячеслав Хруслов - 21
- Ахрік Цвейба - 21
- Павло Яковенко - 21
- Олександр Кирюхін - 20
- Ігор Костюк - 18
- Олег Саленко - 16
- Горан Попов - 15
- Анатолій Дем'яненко - 14
- Андрій Зав'ялов - 14
- Володимир Маковський - 14
- Владислав Прудіус - 14
- Олександр Рибка - 14
- Максим Деменко - 13
- Віталій Лисицький - 13
- Раміз Мамедов - 13
- Руслан Бідненко - 12
- Максим Коваль - 12
- Сергій Кравченко - 12
- Малхаз Асатіані - 11
- Гільєрме - 11
- Андрій Єщенко - 11
- Володимир Кузмичов - 11
- Микола Морозюк - 11
- Денис Онищенко - 11
- Андрій Алексаненков - 10
- Микола Волосянко - 10
- Володимир Єзерський - 10
- Олег Матвєєв - 10
- Геннадій Мороз - 10
- Олександр Яценко - 10
- Денис Бойко - 9
- Олег Допілка - 9
- Сергій Корніленко - 9
- Ігор Панкратьєв - 9
- Майкл Андерсон - 8
- Микола Зуєнко - 8
- Ерванд Сукіасян - 8
- Олег Волотек - 7
- Валерій Воробйов - 7
- Тарас Луценко - 7
- Роман Максимюк - 7
- Олексій Антюхін - 6
- Валерій Єсипов - 6
- Гінтарас Квіткаускас - 6
- Отар Марцваладзе - 6
- Олександр Романчук - 6
- Едгарас Чеснаускіс - 6
- Олександр Косирін - 5
- Леандро Машаду - 5
- Віталій Самойлов - 5
- Балаж Фаркаш - 5
- Віталій Федорів - 5
- Сергій Баланчук - 4
- Факундо Бертольйо - 4
- Крістіан Ірімія - 4
- Алессандро Морі Нуньєс - 4
- Демба Туре - 4
- Олександр Філімонов - 4
- Володимир Ковалюк - 3
- Володимир Лисенко - 3
- Денис Олійник - 3
- Андре Рібейро - 3
- Кахабер Аладашвілі - 2
- Віктор Бєлкін - 2
- Ілля Близнюк - 2
- Олег Герасим'юк - 2
- Давіт Імедашвілі - 2
- Владислав Калітвінцев - 2
- Михайло Маковський - 2
- Вадим Мілько - 2
- Періца Огнєнович - 2
- Ігор Скоба - 2
- Сергій Черняк - 2
- Насер Аль-Саухі - 1
- Сергій Даценко - 1
- Денис Дедечко - 1
- Роберто Нанні - 1
- Матвій Николайчук - 1
- Андрій Оберемко - 1
- Кирило Петров - 1
- Франк Теміле - 1
- Юрій Целих - 1

## Покер
Список гравців клубу, які забивали в офіційних матчах по чотири голи:
| №                                   | Дата       | Гравець               | Матч                          | Рахунок | Хвилини            |
| ----------------------------------- | ---------- | --------------------- | ----------------------------- | ------- | ------------------ |
| Всеукраїнська першість ПСТ «Динамо» |            |                       |                               |         |                    |
| 1                                   | 10.06.1931 | Казимир Піонтковський | «Динамо» К — «Динамо» Ст      | 4:0     | ?', ?', ?', ?'     |
| Кубок УРСР                          |            |                       |                               |         |                    |
| 2                                   | 27.04.1937 | Павло Комаров         | «Завод КінАп» Од — «Динамо» К | 2:4     | ?', ?', ?', ?'     |
| 4                                   | 30.10.1946 | Павло Віньковатий     | «Динамо» К — «Спартак» К      | 5:1     | 10', 13', 27', 69' |
| Чемпіонат СРСР                      |            |                       |                               |         |                    |
| 3                                   | 18.05.1938 | Макар Гончаренко      | «Динамо» К — «Спартак» Лд     | 7:0     | 12', 45', 68', 88' |
| 5                                   | 15.02.1962 | Андрій Біба           | «Динамо» К — «Спартак» Єр     | 8:1     | 29', 58', 70', 88' |
| 6                                   | 09.07.1974 | Олег Блохін           | «Динамо» К — «Зеніт» Лд       | 5:0     | 23', 43', 48', 62' |
| 7                                   | 21.11.1986 | Олексій Михайличенко  | «Динамо» К — «Зеніт» Лд       | 5:3     | 10', 49', 78', 79' |
| Кубок України                       |            |                       |                               |         |                    |
| 9                                   | 11.11.1997 | Віктор Леоненко       | «Динамо» К — «Динамо-3» К     | 5:0     | 54', 59', 80', 81' |
| Ліга чемпіонів УЄФА                 |            |                       |                               |         |                    |
| 10                                  | 22.07.1998 | Сергій Ребров         | «Динамо» К — «Баррі Таун»     | 8:0     | 9', 16', 37', 82'  |
| Чемпіонат України                   |            |                       |                               |         |                    |
| 8                                   | 13.10.1996 | Сергій Ребров         | «Динамо» К — «Кривбас»        | 5:0     | 28', 50', 67', 89' |
| 11                                  | 27.08.2000 | Георгій Деметрадзе    | «Нива» Т — «Динамо» К         | 3:7     | 2', 66', 74', 79'  |
| 12                                  | 31.10.2010 | Артем Мілевський      | «Динамо» К — «Іллічівець»     | 9:0     | 28', 30', 45', 59' |